# Goniurosaurus chengzheng
Goniurosaurus chengzheng — вид геконоподібних ящірок родини еублефарових (Eublepharidae). Описаний у 2021 році.

## Етимологія
Видова назва chengzheng походить від китайського терміна 诚正, який відзначений у стародавньому творі китайської літератури Да сюэ (5 століття до н. е.). Термін означає «мати правдиві ідеї, щоб привести свій розум у належний і добре впорядкований стан».

## Поширення
Ендемік Китаю. Поширений у провінції Гуансі. Його ареал відділений від ареалу Goniurosaurus gezhi річкою Цзо. Мешкає серед скель на висоті 100—250 м над рівнем моря. Типові зразки були знайдені вночі на вапнякових і ґрунтових схилах біля підніжжя гори. Вони зберігаються в Музеї біології Східнокитайського педагогічного університету.